# Yaki-Da
Le Yaki-Da erano un duo musicale svedese attivo fra il 1994 e il 2000 e formato da Marie Knutsen e Linda Schönberg.

## Carriera
Le Yaki-Da sono nate a Göteborg da un'idea di Jonas Berggren degli Ace of Base, che è stato il produttore del loro album di debutto, nonché l'autore di tutti i brani tranne due. Il duo ha debuttato nel 1994 con il singolo Show Me Love, ma è salito alla ribalta con il singolo successivo, I Saw You Dancing, che ha raggiunto la 7ª posizione nella classifica norvegese, la 32ª in quella svedese, la 54ª nella Billboard Hot 100 statunitense e la 65ª nella Offizielle Singles Chart tedesca. I due singoli sono inclusi nell'album di debutto delle Yaki-Da, Pride, che ha scalato la classifica norvegese fino a raggiungere il 2º posto. Il loro secondo album, A Small Step for Love, è uscito nel 1999. Il loro singolo Show Me Love è stato successivamente riregistrato dagli Ace of Base e incluso nel loro album del 2002, Da Capo.

## Discografia

### Album
- 1994 – Pride
- 1999 – A Small Step for Love

### Singoli
- 1994 – Show Me Love
- 1994 – I Saw You Dancing
- 1995 – Pride of Africa
- 1995 – Deep in the Jungle
- 1998 – I Believe
- 2000 – If Only the World